# Yemaja

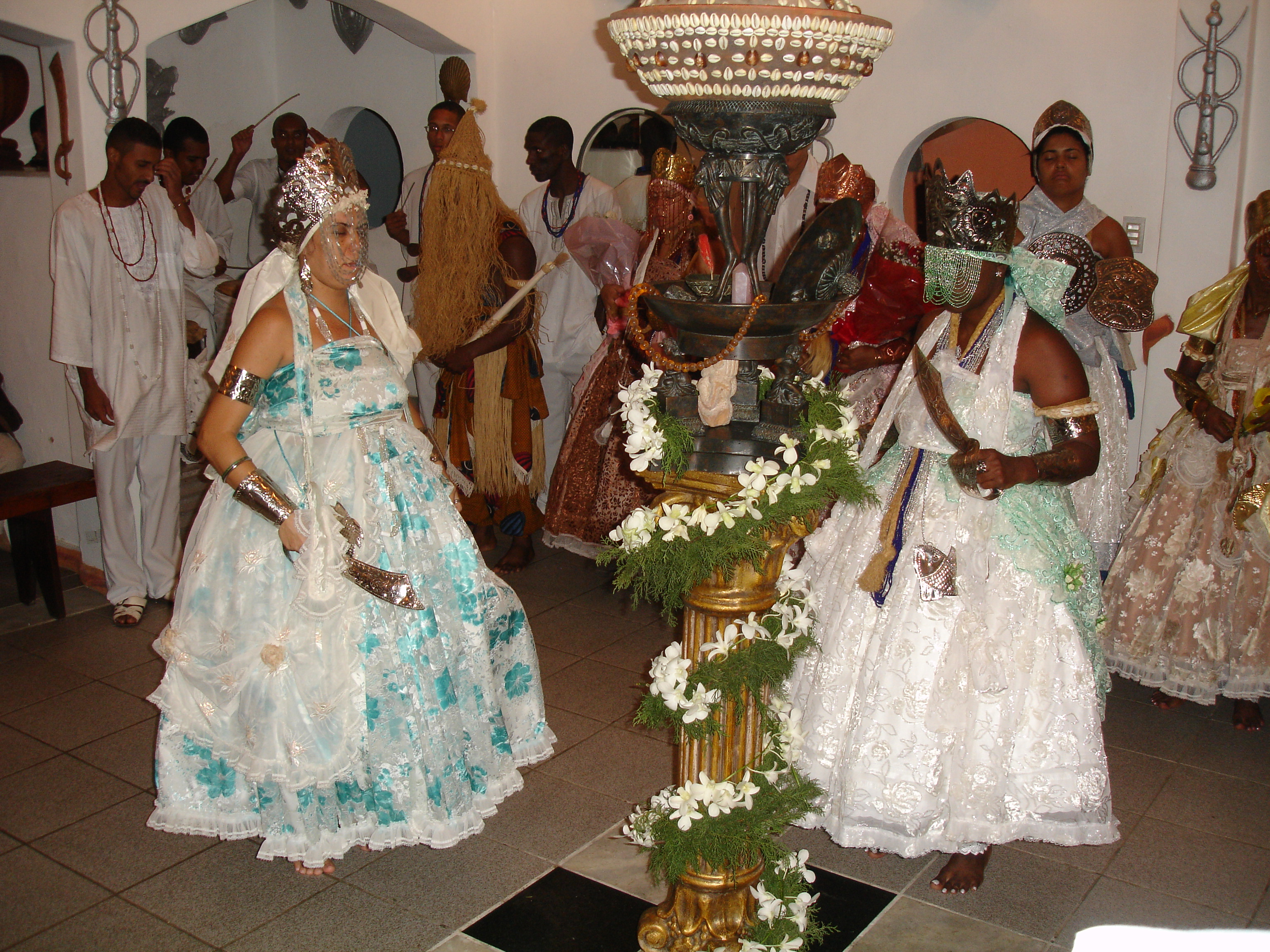
Rappresentazione di Yemaja per il culto Candomblé

Nella mitologia yoruba, e nei culti correlati afroamericani come il Candomblé e il Vodun, Yemaja è la madre di tutti gli Orisha. A seconda della tradizione, viene indicata anche come Imanja, Jemanja, Yemalla, Yemana, Yemanja, Yemaya, Yemayah, Yemoja, Ymoja e in altre varianti. È la regina del mare; si invoca per protezione (in particolar modo delle donne incinte), purificazione e aiuto in generale, chiedendone la manifestazione nel suo aspetto più materno; un altro aspetto di Yemaja, quello distruttore, è simboleggiato dal mare in tempesta.

## Aspetto, forme e attributi
La tradizione narra che Yemaja sia nata dalla spuma del mare (come Venere); la sua figura si può far corrispondere a quella generale della "Grande Madre", propria di numerose tradizioni.
Ha insegnato l'amore a tutti gli Orisha, è sposata con Babalú Ayé. Tra le caratteristiche che la contraddistinguono vi sono la passione per la caccia, l'astuzia, l'indomabilità, la collera, la severità, l'allegria. Le sono associati i colori bianco e blu e il sabato; nei sincretismi viene identificata con la Vergine della Regola. I suoi fedeli, prima di pronunciare il suo nome, devono toccare con i polpastrelli la polvere della terra.
Tra i suoi attributi vi sono la luna e il sole, l'ancora, il salvagente, le scialuppe. Veste abitualmente con una lunga veste azzurra con serpentine simboleggianti il mare e la spuma e regge un ventaglio adornato con conchiglie.
Dea madre e patrona delle donne, specialmente di quelle in gravidanza, è patrona anche del fiume Ogun, le cui acque si dice che riescano a curare l'infertilità. I suoi genitori sono Odùduwà e Obatala. Suo figlio Orungan la violentò una volta e ci riprovò una seconda; per impedire questa violenza, Yemaja esplose dal proprio ventre quindici Orisha, inclusi Ogun, Olokun, Shopona e Shango.
Tra gli Umbandisti, Yemaja è la dea dell'Oceano e dea patrona dei sopravvissuti ai naufragi.